# 2005 год в телевидении
Список 2005 год в телевидении описывает события в мире телевидения, произошедшие в 2005 году.

## Январь
- 1 января — Окончательный ребрендинг международного телеканала «Fox Kids» в «Jetix».
- 3 января — На «Первом канале» показали полнометражный мультфильм «Шрек».
- 8 января — Телеканал «REN-TV» начал трансляцию мультипликационного блока «Jetix на REN-TV».
- 10 января — 
  - Начало вещания в Европе международного телеканала «Eurosport 2»;
  - Начало вещания двух французских музыкальных телеканалов M6 Music Black» и M6 Music Rock».
- 30 января — Прекращение вещания первоуральского «21 канала».
- 31 января — Начало вещания православного телеканала «Союз», принадлежащего Екатеринбургской епархии Русской Православной Церкви.

## Февраль
- 1 февраля — Начало вещания белорусского международного телеканала «Беларусь ТВ».
- 20 февраля — Начало вещания телеканала «Звезда».
- 21 февраля — Харьковский телеканал «Фаворит-ТВ» начал ретрансляцию телеканала «Тонис»[1].

## Март
- 1 марта —
  - Начало вещания российского развлекательного телеканала «Юмор TV».
  - Смена графического оформления «НТВ» (Марки отбивки рекламных роликов в 3-м периоде на чёрном фоне отображается полоса с изображением зелёного шара, стоящего в помещении со своим вариантом подсветки целых 883 дня до вторника 31 июля 2007 года) и «СТС».
- 3 марта — На «ТНТ» вышел первый выпуск программы «Необъяснимо, но факт».
- 5 марта — Последний день вещания первого московского телеканала «М1».
- 6 марта — Начало вещания телеканала «Домашний».
- 14 марта — Смена логотипа международного телеканала «Zee TV».
- 21 марта — Прекращение вещания новосибирских телеканалов «НТН-4» и «НТН-12».
- 24 марта — В эфир вышел самый первый эпизод сериала «Офис».
- 27 марта — На «НТВ» вышел первый выпуск общественно-политического ток-шоу «Воскресный вечер».
- 28 марта — Красноярский телеканал «ТВК» сменил сетевого партнёра с «ТВ-3» на «Домашний».
- 31 марта —
  - Начало вещания французского телеканала «W9».
  - На «ТНТ» вышел последний выпуск программы «Окна».

## Апрель
- 1 апреля —
  - Телеканал «Cartoon Network» получил полноценную русскую звуковую дорожку, что сделало контент доступным для русскоязычной аудитории[2][3]. Телеканал был запущен в 1999 году, но вещал на английском.
  - «Первый канал» отмечал свой юбилей — 10 лет в эфире.
- 9 апреля — Начало вещания румынского музыкального телеканала «UTV».
- 11 апреля – Смена графического оформления белорусского телеканала "ОНТ"
- 23 апреля — 
  - На «ТНТ» вышел первый выпуск юмористической передачи «Comedy Club».
  - Телеканалы "EinsExtra", "EinsFestival" и "EinsMuXx" сменили логотипы и оформление. Последний, в то же время сменил и название с "EinsMuXx" на "EinsPlus".
- 25 апреля — Начало вещания польского телеканала «TVP Kultura».

#### Без точной даты
Немецкий телеканал ZDF сменил оформление

## Май
- 2 мая — Начало вещания чешского информационного телеканала «ČT24».
- 3 мая — Начало вещания четырёх российских телеканалов «Drive», «Здоровое ТВ», «Охота и рыбалка» и «Ретро ТВ».
- 9 мая — Телеканал «Звезда» перешёл на круглосуточное вещание.
- 30 мая — 
  - Начало вещания украинского спортивного телеканала «Мегаспорт»;
  - Прекращение вещания иркутского телеканала «ТВ-1».

## Июнь
- 1 июня — 
  - Начало вещания российского музыкального телеканала «Bridge TV»;
  - Начало вещания российского регионального телеканала «ТВ-3-Тула».
  - Начало вещания российского регионального телеканала города Славгорода "Траст"
- 15 июня — Начало вещания международного телеканала о моде «World Fashion Channel».
- 20 июня — 
  - Начало вещания украинского телеканала «К1» на частоте телеканала «КТМ».
- 30 июня — Начало вещания американского телеканала «Logo».

## Июль
- 1 июля
  - Закрытие азербайджанского телеканала «AzTV 2» и переименование на современное название телеканала «AzTV 1» в «AzTV»;
  - Начало вещания спортивного телеканала «Планета Спорт» — международной версии телеканала «Спорт»;
  - На «Первом канале» показан последний выпуск телеигры «Угадай мелодию» с Валдисом Пельшем.
- 2 июля — На «Первом канале» показан последний выпуск телеигры «Слабое звено» с Марией Киселёвой.
- 4 июля — Начало трансляции программ телеканала «MTV Россия» на украинском музыкальном телеканале «Enter Music»[4][5].
- 5 июля — Начало вещания красноярского телеканала «ОРТВ» на частоте «34 канала».
- 26 июля — Начало вещания телеканала «TVCI» — международной версии «ТВЦ».
- 28 июля — Начало вещания православного телеканала «Спас».
- 29 июля — На «Первом канале» показан последний выпуск ток-шоу «Пять вечеров» с Андреем Малаховым.

#### Без точной даты
- Начало вещания российского регионального телеканала «ТНТ-Рыбинск».

## Август
- 1 августа —
  - Начало вещания музыкального телеканала «A-One»;
  - Началось вещание украинского женского телеканала «К2» на частоте телеканала «IVK».
- 2 августа — На «Первом канале» вышло судебное шоу «Федеральный судья».
- 15 августа — Смена логотипа и названия телеканала «ДТВ-Viasat» на «DTV-Viasat».
- 22 августа —
  - Смена логотипа и графического оформления «СТС» и его региональных станций;
  - Смена логотипа и названия челябинского «Областного канала» в «ОТВ».
- 24 августа — Смена логотипа и графического оформления украинского телеканала «Первый национальный».
- 28 августа —
  - Прекращение вещания иркутской телекомпании «Пионер» в Иркутске, Ангарске и Шелехове после продажи медиахолдингу «Региональная медиагруппа».
  - На «Первом канале» вышел последний выпуск программы Дог-шоу «Я и моя собака» с Михаилом Ширвиндтом.
- 29 августа —
  - Начало вещания азербайджанского телеканала «İctimai TV»;
  - Начало вещания в России международного телеканала «Eurosport 2»;
  - Смена графического оформления российского «Первого канала».
- 30 августа — Ток-шоу «Пять вечеров» поменяло формат на более мрачную и скандальную тематику[6][7]. Руководством телеканала было принято решение об изменении названия программы на «Пусть говорят»[8][9]. Ток-шоу акцентируется больше на частных историях, зачастую связанных с жестокостью и скандалами. Однако в декабре этого же года был показан специальный выпуск, где произошёл спор между экстрасенсом Анатолием Кашпировским и питерским сексологом Игорем Князькиным, переросший в серьёзную потасовку[10].

## Сентябрь
- 1 сентября  —
  - Смена логотипа и графического оформления телеканала «Rambler Телесеть»;
  - Смена логотипа и графического оформления «МУЗ-ТВ», где показаны белые буквы с 5 звёздами внизу;
  - Смена логотипа и графического оформления телеканала «7ТВ», показан оранжевый кружок с белой цифрой 7;
  - Смена логотипа молодёжного телеканала «О2ТВ».
- 3 сентября — Начало вещания таджикского государственного телеканала «ТВ Сафина» на месте телеканала «Шабакаи 2».
- 5 сентября —
  - Премьера сериала «Не родись красивой» на «СТС»;
  - Смена графического оформления телеканала «НТВ» и смена логотипа телеканала «НТВ-Мир»;
  - Начало вещания балтийского телеканала «REN TV Baltic» в тестовом режиме;
  - Смена логотипа и названия краснодарского телеканала «НТК» в «СТС-Кубань»;
  - Смена оформления украинского музыкального телеканала «М1».
- 12 сентября —
  - Красноярская телекомпания «Афонтово» перешёл на самостоятельное вещание;
  - Начало вещания красноярского телеканала «ТНТ-Красноярск»;
- 17 сентября — В программе «Кто хочет стать миллионером» произошли изменения: изменилось денежное дерево, главный приз (1 000 000) был увеличен в три раза (3 000 000), несгораемые суммы хоть и остались на прежнем месте (правильные ответы на 5 и 10 вопросы), но изменилось количество денег (5 000 и 100 000 рублей соответственно).
- 19 сентября — Смена логотипа и графического оформления украинского «Нового канала».
- 25 сентября — На «Первом канале» выходит первый выпуск спортивно-развлекательного шоу «Большие гонки».
- 30 сентября — Смена названия болгарского телеканала «Триада ТВ» в «GTV».

## Октябрь
- 1 октября —
  - Начало вещания международного русскоязычного фильмового телеканала «TV1000 Русское кино»;
  - Основание компании НАО «Национальная спутниковая компания», которые будет делить возможности смотреть спутниковое вещание под маркой «Триколор ТВ», делить количество абонентов, пакеты телеканалов, обменять устаревшие приёмники на новые и приобретать новые приёмники для просмотра. Также дарить приёмники для просмотра и оплачивать услуги «Триколор ТВ», если можно указать по номеру абонентского договора. Таким образом, началось тестовое вещание российского «Инфоканала Триколор ТВ»
- 15 октября — Начало вещания польского спортивного телеканала «Polsat Sport Extra».

#### Без точной даты
- Немецкий телеканал "EinsFestival" сменил логотип и оформление

## Ноябрь
- 1 ноября —
  - Смена графического оформления украинского телеканала «ICTV»;
  - Начало вещания документально-познавательного телеканала «24 Док»;
  - Начало вещания кино-канала «Киносоюз»;
  - Начало вещания кино-канала «Наше новое кино».
- 5 ноября — Смена логотипа украинского телеканала «ICTV»
- 7 ноября —
  - Начало вещания частного болгарского телеканала «TV 7»;
  - Начало вещания испанского частного телеканала «Cuatro».
- 29 ноября — Начало вещания норвежского спортивного телеканала «Viasat SportN».

## Декабрь
- 1 декабря —
  - Hачало вещания российского музыкального телеканала «VH1 Россия»;
  - Hачало вещания детского балтийского телеканала «4Multimania»;
  - Начало вещания российского трёх российских телеканалов — фильмового «Дом кино», биографического «Время» и музыкального «Музыка Первого»;
  - Начало вещания украинского спортивного телеканала «Спорт-1»;
  - Смена логотипа телеканала «Rambler Телесеть».
- 10 декабря — Начало вещания российского международного информационного телеканала «Russia Today».
- 17 декабря — Начало вещания украинского информационного телеканала «NewsOne».
- 19 декабря —
- 23 декабря — Смена логотипа «REN-TV» на новогодний.
  - ЗАО «Телекомпания РЕН ТВ» зарегистрировало товарный знак «Проверено на себе»[11]

#### Без точной даты
- Начало вещания запорожского регионального телеканала «МТМ».

## Без даты
- Начало вещания хорватского регионального телеканала «TV4R».
- Начало вещания самарского регионального телеканала «Губерния».
- Начало вещания сирийского частного телеканала «Cham TV», однако через 8 месяцев был закрыт в связи с отсутствием лицензии на вещание.
- Прекращение вещания российского регионального телеканала «ТВЦ-Белгород».

## Скончались
- 8 марта — Нинель Шахова — ТВ-журналистка и корреспондент программы «Время».
- 24 апреля — Аркадий Вайнер — автор идеи телеканала «Дарьял-ТВ»